# العلاقات البالاوية الفيجية
العلاقات البالاوية الفيجية هي العلاقات الثنائية التي تجمع بين بالاو وفيجي.

## مقارنة بين البلدين
هذه مقارنة عامة ومرجعية للدولتين:
| وجه المقارنة                                              | بالاو                         | فيجي                                                                 |
| --------------------------------------------------------- | ----------------------------- | -------------------------------------------------------------------- |
| المساحة (كم2)                                             | 465                           | 18.27 ألف                                                            |
| عدد السكان (نسمة)                                         | 21.73 ألف                     | 915.30 ألف                                                           |
| الكثافة السكانية (ن./كم²)                                 | 4.67 ألف                      | 50.1                                                                 |
| العاصمة                                                   | نغيرولمود، كورور              | سوفا                                                                 |
| اللغة الرسمية                                             | لغة إنجليزية، اللغة البالاوية | لغة إنجليزية، اللغة الفيجية، اللغة الفيجي الهندية، اللغة الهندستانية |
| العملة                                                    | دولار أمريكي                  | دولار فيجي                                                           |
| الناتج المحلي الإجمالي (بليون دولار)                      | 291.54 مليون                  | 5.06 مليار                                                           |
| الناتج المحلي الإجمالي (تعادل القوة الشرائية) بليون دولار | 326.12 مليون                  | 8.32 مليار                                                           |
| الناتج المحلي الإجمالي الاسمي للفرد دولار أمريكي          | 13.50 ألف                     | 4.96 ألف                                                             |
| الناتج المحلي الإجمالي للفرد دولار أمريكي                 | 14.76 ألف                     | 8.79 ألف                                                             |
| مؤشر التنمية البشرية                                      | 0.780                         | 0.727                                                                |
| رمز المكالمات الدولي                                      | +680                          | +679                                                                 |
| رمز الإنترنت                                              | .pw                           | .fj                                                                  |
| المنطقة الزمنية                                           | ت ع م+09:00                   | ت ع م+12:00                                                          |

## منظمات دولية مشتركة
يشترك البلدان في عضوية مجموعة من المنظمات الدولية، منها:
| علم المنظمة | اسم المنظمة                                 | تاريخ انضمام بالاو | تاريخ انضمام فيجي |
| ----------- | ------------------------------------------- | ------------------ | ----------------- |
|             | مجموعة دول أفريقيا والكاريبي والمحيط الهادئ | ?                  | ?                 |
|             | مؤسسة التنمية الدولية                       | 16 ديسمبر 1997     | 29 سبتمبر 1972    |
|             | الأمم المتحدة                               | 15 ديسمبر 1994     | 13 أكتوبر 1970    |
|             | البنك الدولي للإنشاء والتعمير               | 16 ديسمبر 1997     | 28 مايو 1971      |
|             | بنك التنمية الآسيوي                         | 2003               | 1970              |
|             | منظمة حظر الأسلحة الكيميائية                | ?                  | ?                 |
|             | مؤسسة التمويل الدولية                       | 16 ديسمبر 1997     | 12 يوليو 1979     |
|             | وكالة ضمان الاستثمار متعدد الأطراف          | 16 ديسمبر 1997     | 24 سبتمبر 1990    |
|             | تحالف الدول الجزرية الصغيرة                 | ?                  | ?                 |
|             | يونسكو                                      | 20 سبتمبر 1999     | 14 يوليو 1983     |

## وصلات خارجية
- موقع وزارة الخارجية الفيجية